# Metro w Porto
Metro w Porto (port. Metro do Porto) – system transportu publicznego w mieście Porto w północnej Portugalii, jeden z dwóch systemów metra w tym kraju. Jest to sieć składająca się z sześciu linii o łącznej długości 67 km, na których rozmieszczono 81 przystanków. Pierwszy etap budowy sieci wykonano w latach 2003–2006 – powstał on przy wsparciu funduszy unijnych. Cała sieć rozmieszczona jest na terenie siedmiu gmin wielkiego Porto (Porto, Gondomar, Maia, Matosinhos, Póvoa de Varzim, Vila do Conde i Vila Nova de Gaia). System ten zbudowany jest w oparciu o zmodyfikowany szybki tramwaj, mający na swej trasie spore fragmenty podziemne.

## Linie
- A Linia A: Estádio do Dragão ↔ Senhor de Matosinhos
- B Linia B: Estádio do Dragão ↔ Póvoa de Varzim
- C Linia C: Campanhã ↔ ISMAI
- D Linia D: Hospital São João ↔ Santo Ovídio
- E Linia E: Estádio do Dragão ↔ Aeroporto (wariantowo kursy skrócone: Trindade ↔ Aeroporto)
- F Linia F: Senhora da Hora ↔ Fânzeres
- G Linia G: Casa da Música ↔ São Bento (planowane oddanie do użytku w 2025 r.)[4]
- H Linia H:(inne języki) Casa da Música ↔ Santo Ovidio (planowana)

Linie A, B, C, E i F w centrum miasta biegną wspólnym torem łączącym stacje Campanhã na południowym wschodzie i Senhora da Hora na północnym zachodzie. Znaczna część wspólnego odcinka wiedzie w tunelu. Linia A stanowi przedłużenie zachodniego końca w kierunku Matosinhos, B – Póvoa de Varzim, C – Mai, E – lotniska, zaś F na wschód w kierunku Gondomar. Linia D wiedzie z północy Porto przez zabytkowy most Ludwika I do Vila Nova de Gaia. Na dwukondygnacyjnej stacji Trindade linie A, B, C, E i F krzyżują się z linią D, która korzysta z oddzielnego peronu na innej kondygnacji.

## Bilety
Metro w Porto używa karty z chipem o nazwie Andante jako biletu, który może być także stosowany przy podróżowaniu pociągami podmiejskimi. Istnieją dwie wersje biletu Andante. Andante Azul (niebieski) i Andante Gold (złoty). Andante Azul jest tańszy i pozwala na odbycie określonej liczy przejazdów zależnie od doładowania określoną sumą pieniędzy.
Andante Gold pozwala na nieograniczoną liczbę przejazdów w ciągu miesiąca zarówno metrem jak na określonych trasach kolei podmiejskiej.

## Tabor

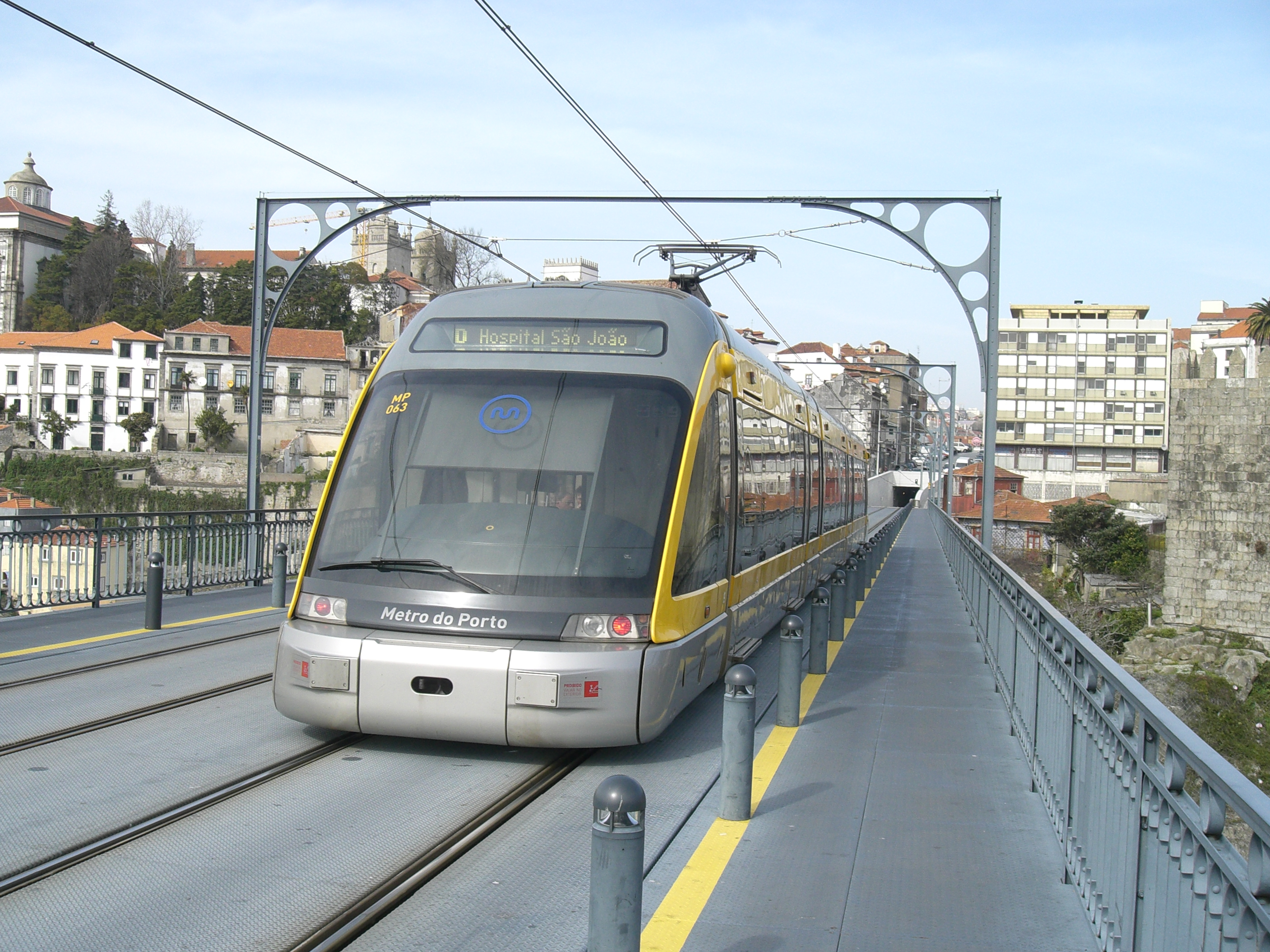
Skład na moście Dom Luís I

Na trasach całej sieci kursują niskopodłogowe pojazdy typu: Bombardier Flexity Outlook Eurotram. Od 2008 r. do obsługi najdłuższej linii B przeznaczone są nowe pojazdy typu Bombardier Flexity Swift (tzw. Traintram), które są w stanie osiągnąć do 100 km/h oraz mają więcej miejsc siedzących. Wszystkie składy składają się z 4 głównych przedziałów oddzielonych krótkim korytarzem. Mają one pojemność 80 miejsc siedzących 134 miejsca stojące. Wszystkie pojazdy są dwukierunkowe.

## Funkcjonowanie i zarządzanie
Metro w Porto posiada koncesję o terminie zapadalności 50 lat od czasu projektowania, budowania, zarządzania i funkcjonowania tego systemu jako systemu transportowego. Akcjonariuszami spółki Metro do Porto, SA są: portugalski skarb państwa (40%), Área Metropolitana do Porto (39,9995%), miejskie przedsiębiorstwo transportowe STCP (16,67%), państwowe przedsiębiorstwo kolejowe CP (3,33%), gminy Porto, Gondomar, Maia, Matosinhos, Póvoa de Varzim, Vila do Conde, Vila Nova de Gaia (łącznie 0,005%).
W 2005 r. z jego usług skorzystało 18,5 mln pasażerów, a 10 lat później już 57,8 mln.